# Воля (поселення)
Воля — привілей, що застосовувався в середні віки для поселенців, які оселялись в новому місці та отримували дозвіл на використання панської землі без оплати відповідних податків. Волею називали також землю, на яку розповсюджувались пільги.

## Умови звільнення
Залежно від природних умов звільнення могло тривати навіть до 20 років. За цей час поселенці повинні були завести господарство, збудувати хати, часто церкву, а перш за все викорчувати або осушити виділену ділянку, так щоб вона була придатна для ведення сільського господарства. Після закінчення терміну звільнення, селяни за використання землі виплачували податки грошима або в натуральному вигляді (частіше зерном), тим самим зрівнювались в обов'язках з жителями інших, старших поселень, які були розміщенні на території власника землі. З огляду на важкі природні умови та на необхідність мати дорогу, формою забудови такого села була так звана ланцюгівка.

## Історія
Вперше подібний термін з'явився на території Сілезії, Чехії, Моравії, Лужиць в XII–XIII століттях. В цих країнах можна знайти багато поселень з назвами типу: Ligota, Ligotka, Lhota, Lgota тощо Цього типу назви походять від слова «льгота» (воля, звільнення). В документах локаційних нові, звільнені від податків, поселення називались на латинській мові libera villa, libertas. Звідси взялись, особливо в Галичині та на Волині, сучасні українські назви поселень, типу «Воля», «Вілька», що з однієї сторони підкреслювало привілей звільнення від оподаткування, а з іншої дозвіл пана на заселення певного місця. Нові поселення заселяли люди, переселені з однієї, конкретної місцевості, наприклад, Воля-Любитівська означало, що поселенці походили з місцевості Любитів, або поселення засноване на території села Любитів. Інколи до назви поселення додавали прізвище власника землі, який засновував поселення, наприклад, Воля-Висоцька, була заснована шляхтичем Андрієм Висоцьким.
Поселення, що засновувались в недалекому минулому (XVIII–XIX ст.), на «суворому корінні», часто називались «Новина», «Новинка». Найчастіше їх засновували при розподілі панських маєтків. Власник (дідич) залишав собі найкращі землі, а своїм кріпакам віддавав гірші землі або такі, що лежали на краю його маєтку. Часто потрібно було спочатку викорчувати дерева і тому з'явилась назва «Новини».
На території російської імперії подібні поселення носили назву «Слобода»